# Powerslave
Powerslave is een album van Iron Maiden uit 1984. Het was het eerste album zonder wijzigingen wat betreft de leden van de band. De invloeden van Deep Purple zijn duidelijk te horen. De pure heavy metal wordt afgewisseld met stijlen die meer aan hardrock en seventies rock doen denken. Dit komt het duidelijkst tot uiting in het titelnummer.
Dit is tevens het laatste album van Iron Maiden waarop een instrumentaal nummer staat ("Losfer Words (Big 'Orra)" oftewel Lost for words, Big Horror verwijzend naar een schrijversblok). Lange tijd was Rime of the Ancient Mariner, gebaseerd op het gedicht van Samuel Taylor Coleridge: The Rime of the Ancient Mariner het langste nummer van de band, totdat in 2015 het nummer Empire of the Clouds uit kwam dat 18:01 minuten duurt.

## Tracklist
1. "Aces High" (Harris) - 4:32
2. "2 Minutes to Midnight" (Smith, Dickinson) - 6:04
3. "Losfer Words (Big 'Orra)" (Harris) - 4:16
4. "Flash Of The Blade" (Dickinson) - 4:06
5. "The Duellists" (Harris) - 6:08
6. "Back In The Village" (Smith, Dickinson) 5:04
7. "Powerslave" (Dickinson) - 7:12
8. "Rime of the Ancient Mariner" (Harris) - 13:40

## Bandleden
- Steve Harris - Bas
- Bruce Dickinson - Zang
- Adrian Smith - Gitaar
- Dave Murray - Gitaar
- Nicko McBrain - Drums

## Singles
- 2 Minutes to Midnight (6 augustus 1984)
- Aces High (22 oktober 1984)

## Cover
De thrashmetalband Testament heeft het titelnummer 'Powerslave' gecoverd als een van de bonustracks op hun album Dark roots of earth uit 2012.